# Benigno Varillas
Benigno Varillas Suárez (Tudela Veguín, Asturias; 1953) es un periodista, naturalista y escritor español.

## Biografía
Pasó dos años en Alemania, de 1964 a 1966. En 1969 fundó la Asociación de la Defensa de la Naturaleza de Asturias, con Roberto Hartasánchez. Es licenciado en Ciencias de la Información por la Universidad Complutense de Madrid, ampliando estudios en Friburgo, al recibir una prestigiosa beca DAAD. Conocido por su labor de divulgación ecologista, ha sido redactor en plantilla del diario El País, desde su fundación en 1976, donde instauró la especialidad del periodismo ambiental. También fue colaborador de El Mundo y RTVE, así como promotor de diversos proyectos de conservación y de desarrollo y de ONG conservacionistas. Además, es fundador de la revista Quercus y El Cárabo. Reside en Madrid.

## Obra
- Félix Rodríguez de la Fuente: Su vida, mensaje de futuro (2010)
- La estirpe de los libres (2018)
- Cazar lo libre. Reflexiones sobre la caza (2019)
- Luchar lo libre. 1977, el año que dimos la batalla por la naturaleza (2020)

## Reconocimientos
- Premio Nacional de Medio Ambiente, otorgado por el Ministerio de Obras Públicas y Urbanismo de España (1989)
- Premio Ford a la Conservación (1996)
- Premio FONDENA, otorgado por el rey de España (2007)
- Premio BBVA a la Difusión del Conocimiento y Sensibilización en Conservación de la Biodiversidad (2007)[3]